# Casablanca
Casablanca, Casabranca ou Casa Branca (em árabe: الدار البيضاء; romaniz.: ad-Dār al-Bayḍā’, que significa Casa Branca em português) é a maior cidade de Marrocos, na costa atlântica do país, e uma das maiores do Norte de África. A população estimada em 2022 era de 3,84 milhões habitantes (densidade: 10 000 hab./km²). É o maior porto e o maior centro industrial e comercial de Marrocos.
A cidade possui uma praça principal, da qual irradiam diversas avenidas. Na generalidade, os edifícios constituem uma versão francesa da arquitectura árabe-andaluza, brancos com linhas simples, sendo de especial interesse a área da Praça das Nações Unidas, onde se localizam as maiores infraestruturas.
Foi muito destruída pelo sismo de 1755. Nessa época instalaram-se na cidade muitos mercadores espanhóis passando Casa Branca a ser conhecida como Casablanca. Foi ocupada em 1907 pelos franceses que promoveram o seu desenvolvimento.
Durante a Segunda Guerra Mundial, em Janeiro de 1943, foi o palco de uma conferência entre o presidente norte-americano Franklin D. Roosevelt e o primeiro-ministro britânico Winston Churchill.

## História

### Antes do Protetorado Francês
A área que hoje Casablanca ocupa foi colonizada pelos berberes, por volta do século X a.C. Foi utilizada como porto pelos fenícios e depois pelos romanos. Um pequeno reino independente, na zona com o nome de Anfa, surgiu na zona em resposta aos árabes muçulmanos, e continuou a existir até à sua conquista pelos Almorávidas em 1068.
Durante o século XIV, sob os Merínidas, a cidade aumentou em importância como porto e, no início do século XV, tornou-se novamente independente. Surgiu como um porto seguro para os piratas, o que conduziu a ataques por parte dos portugueses, que a nomeavam Anafé, e que destruíram a cidade em 1468, sob o comando do Infante Dom Fernando, irmão de El-Rei Dom Afonso V. 
Em 1515, D. Manuel pretendeu conquistar a cidade, após edificar uma fortaleza em Mamora. A fortaleza chegou a ser iniciada, mas o Desastre de Mamora colocou fim a este intento, assim como à projetada conquista de Anafé.
O núcleo urbano foi reconstruído pelo sultão de Marrocos a partir de 1757, após a destruição causada pelo terramoto de 1755.
Anfa é hoje o nome um bairro a oeste no centro da cidade. A cidade e a medina de Casablanca como hoje existe foram fundadas em 1770 pelo sultão Maomé ibne Abedalá (1756-1790), neto de Mulei Ismail. A cidade tinha o nome de Dar el Beida (que significa "Casa Branca" em árabe) e Casa Blanca em castelhano.
No século XIX Casablanca tornou-se um dos principais fornecedores de lã para a indústria têxtil, então em expansão na Grã-Bretanha, e beneficiou do aumento do tráfego marítimo (os britânicos, em contrapartida, começaram a importar a agora famosa bebida nacional do Marrocos, o chá pólvora). Por volta de 1860 tinha cerca de 5 000 habitantes. A população cresceu para cerca de 10 000 no final da década de 1880. Casablanca manteve uma dimensão do porto algo modesta, com a população a atingir cerca de 12 000 poucos anos após a conquista francesa e a chegada de colonos franceses, inicialmente administradores dentro de um sultanato soberano, em 1906. Até 1921 deu-se o grande aumento para 110 000 habitantes em grande parte através do desenvolvimento de bairros de lata.

### Protectorado Francês
Em Junho de 1907 os franceses tentaram construir uma linha de trem, próxima ao porto, que passava por um cemitério. Os habitantes da cidade atacaram os trabalhadores franceses, e seguiram-se violentos tumultos. Chegaram tropas francesas para restaurar a ordem pública e tomaram conta da cidade. Foi o início de um real processo de colonização, embora o controle francês de Casablanca só fosse formalizado em 1910. Foi especialmente durante o mandato do governador Hubert Lyautey que Casablanca se tornou o grande centro económico marroquino e o maior porto de África.
O filme Casablanca, de 1942, mostra o estatuto colonial da cidade naquela época, como centro de luta de poder entre as potências inimigas europeias, sem qualquer referência à população local, e com um vasto naipe de personagens cosmopolitas (americanos, franceses, alemães, checos e outros).

### Após a independência

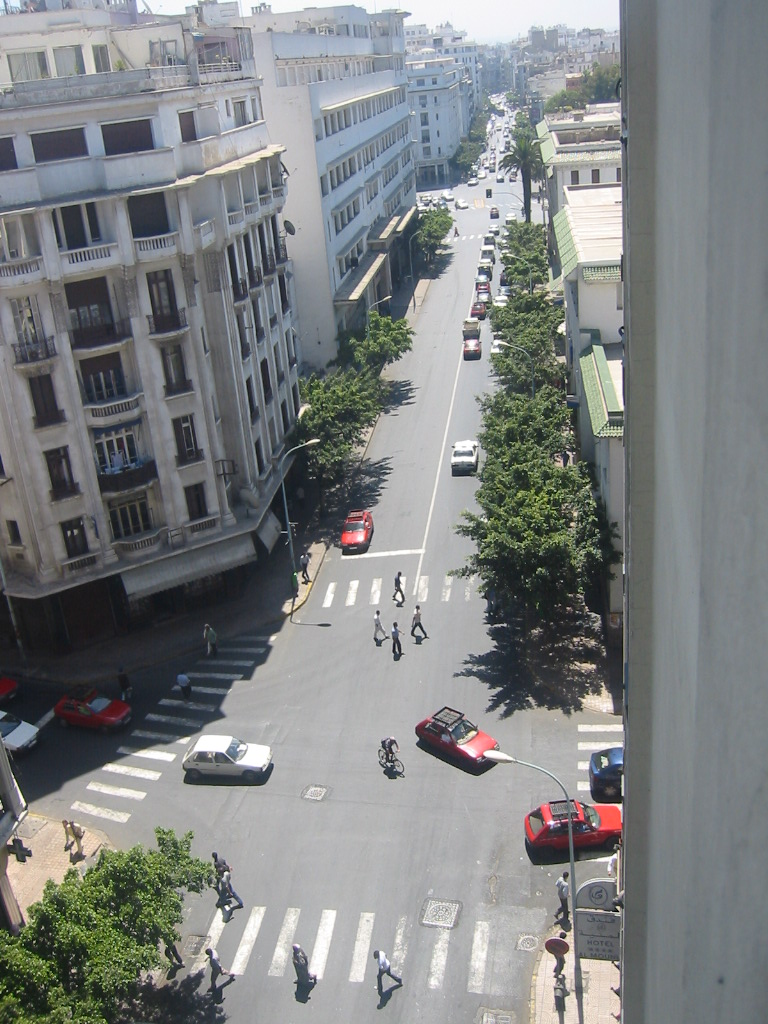
Boulevard de Paris, em Casablanca.

Marrocos obteve a independência de França em 2 de Março de 1956.
Em 16 de Maio de 2003, 33 pessoas morreram e mais de 100 ficaram feridas quando a cidade foi atingida por múltiplos ataques suicidas executados por marroquinos possivelmente ligados à al-Qaida.

## Economia
Casablanca possui um dos maiores portos artificiais do mundo, sendo um local importante de negócios e comércio.
As principais indústrias são a pesqueira, a vidreira, a de mobiliário, a de materiais de construção e a do tabaco. Existem várias áreas de comércio, onde são vendidos vários tipos de produtos, nomeadamente o artesanato.

## Ensino superior
- EMLYON Business School
- Toulouse Business School

## Geografia

### Clima
Casablanca tem um clima Temperado Mediterrâneo(Csa na Classificação Climática de Köppen-Geiger), com verões secos, e invernos chuvosos, típico do Norte da África. A corrente fria das Canárias tem um efeito moderador sobre cidades no litoral atlântico do Marrocos, o que faz com que Casablanca tenha um clima mais ameno do que outras cidades do mesmo tipo climático no país, dando-lhe padrões quase idênticos aos de Los Angeles na Califórnia. A cidade tem uma média de 72 dias de relativa precipitação, o que equivale a 412 mm por ano. As altas e baixas temperaturas recordes são respectivamente 40,5 °C e -2,7 °C. Em 30 de Novembro de 2010, foi registrada a maior queda de precipitação em apenas um dia, de 178 mm.
| Médias meteorológicas para Casablanca         | Médias meteorológicas para Casablanca | Médias meteorológicas para Casablanca | Médias meteorológicas para Casablanca | Médias meteorológicas para Casablanca | Médias meteorológicas para Casablanca | Médias meteorológicas para Casablanca | Médias meteorológicas para Casablanca | Médias meteorológicas para Casablanca | Médias meteorológicas para Casablanca | Médias meteorológicas para Casablanca | Médias meteorológicas para Casablanca | Médias meteorológicas para Casablanca | Médias meteorológicas para Casablanca |
| Mês                                           | Jan                                   | Fev                                   | Mar                                   | Abr                                   | Mai                                   | Jun                                   | Jul                                   | Ago                                   | Set                                   | Out                                   | Nov                                   | Dez                                   | Ano                                   |
| --------------------------------------------- | ------------------------------------- | ------------------------------------- | ------------------------------------- | ------------------------------------- | ------------------------------------- | ------------------------------------- | ------------------------------------- | ------------------------------------- | ------------------------------------- | ------------------------------------- | ------------------------------------- | ------------------------------------- | ------------------------------------- |
| Média alta °C (°F)                            | 17.1 (63)                             | 18.8 (66)                             | 19.7 (67)                             | 21.3 (70)                             | 22.2 (72)                             | 24.4 (76)                             | 26.2 (79)                             | 26.7 (80)                             | 25.5 (78)                             | 22.1 (72)                             | 19.8 (68)                             | 19.7 (67)                             | 21,95 (72)                            |
| Média diária °C (°F)                          | 12.15 (54)                            | 14.65 (58)                            | 15.85 (61)                            | 16.95 (63)                            | 19.1 (66)                             | 21.5 (71)                             | 23.15 (74)                            | 23.95 (75)                            | 22.4 (72)                             | 18.6 (65)                             | 15.65 (60)                            | 15.3 (60)                             | 18,27 (65)                            |
| Média baixa °C (°F)                           | 7.2 (45)                              | 10.5 (51)                             | 12.0 (54)                             | 12.6 (55)                             | 16.0 (61)                             | 18.6 (65)                             | 20.1 (68)                             | 21.2 (70)                             | 19.3 (67)                             | 15.1 (59)                             | 11.5 (53)                             | 10.9 (52)                             | 14,58 (58)                            |
| Precipitação cm (polegadas)                   | 4.01 (1.6)                            | 0.0 (0)                               | 0.0 (0)                               | 4.37 (1.7)                            | 1.44 (0.6)                            | 0.0 (0)                               | 0.0 (0)                               | 0.07 (0)                              | 0.97 (0.4)                            | 6.74 (2.7)                            | 1.82 (0.7)                            | 10.57 (4.2)                           | 30 (11,8)                             |
| Média dia precipitação                        | 6                                     | 0                                     | 0                                     | 12                                    | 5                                     | 0                                     | 0                                     | 2                                     | 4                                     | 5                                     | 8                                     | 12                                    | 54                                    |
| Fonte: World Meteorological Organization (UN) |                                       |                                       |                                       |                                       |                                       |                                       |                                       |                                       |                                       |                                       |                                       |                                       |                                       |

## Urbanismo

### Infra-estruturas de transporte
Casablanca está dotada de uma via rápida urbana de 22 km que serve a cidade segundo um eixo este-oeste, bem como de uma auto-estrada que a contorna (a Périphérique de Casablanca, ou A5) com 33,5 km e que liga a três eixos rodoviários principais de Marrocos: as auto-estradas A3 (Casablanca-Rabat), A6 (Casablanca-El Jadida) e a A7 (Casablanca-Marraquexe). A cidade é o nó rodoviário mais importante de Marrocos.
Casablanca é igualmente servida por um aeroporto, que é o mais importante em volume de passageiros não apenas do país mas de toda a região do Magrebe, o Aeroporto Internacional Mohammed V, a cerca de 30 km do centro da cidade. Trata-se de um verdadeiro hub para a linha aérea nacional, a Royal Air Maroc, com três terminais capacitados para 16,4 milhões de passageiros/ano, servido por 45 companhias aéreas e ligado a 70 destinos internacionais. O aeroporto serviu mais de 6,2 milhões de passageiros em 2008. Conta igualmente com dois terminais de carga com capacidade para 150 000 ton/ano.
Casablanca é servida pelo Al Bidaoui, uma rede ferroviária com oito estações.
O plano de mobilidade urbano, terminado em 2006, previa, no quadro do projecto Casa 2010, o desenvolvimento de uma rede de transporte colectivo de metropolitano com duas linhas (o Metropolitano de Casablanca), três linhas de elétrico (bonde) e uma nova linha férrea. Esta última poderá vir a ser construída em 2011.
O porto de Casablanca detém 54% do tráfego portuário marroquino e é o quarto mais movimentado de toda a África. Cada ano movimenta mais de 20 milhões de toneladas de mercadorias e 500 000 contentores.
A cidade de Casablanca dispõe de duas estações ferroviárias principais: a Casa-Port e a Casa-Voyageurs que são utilizadas por mais de 8 milhões de passageiros por ano.

## Turismo

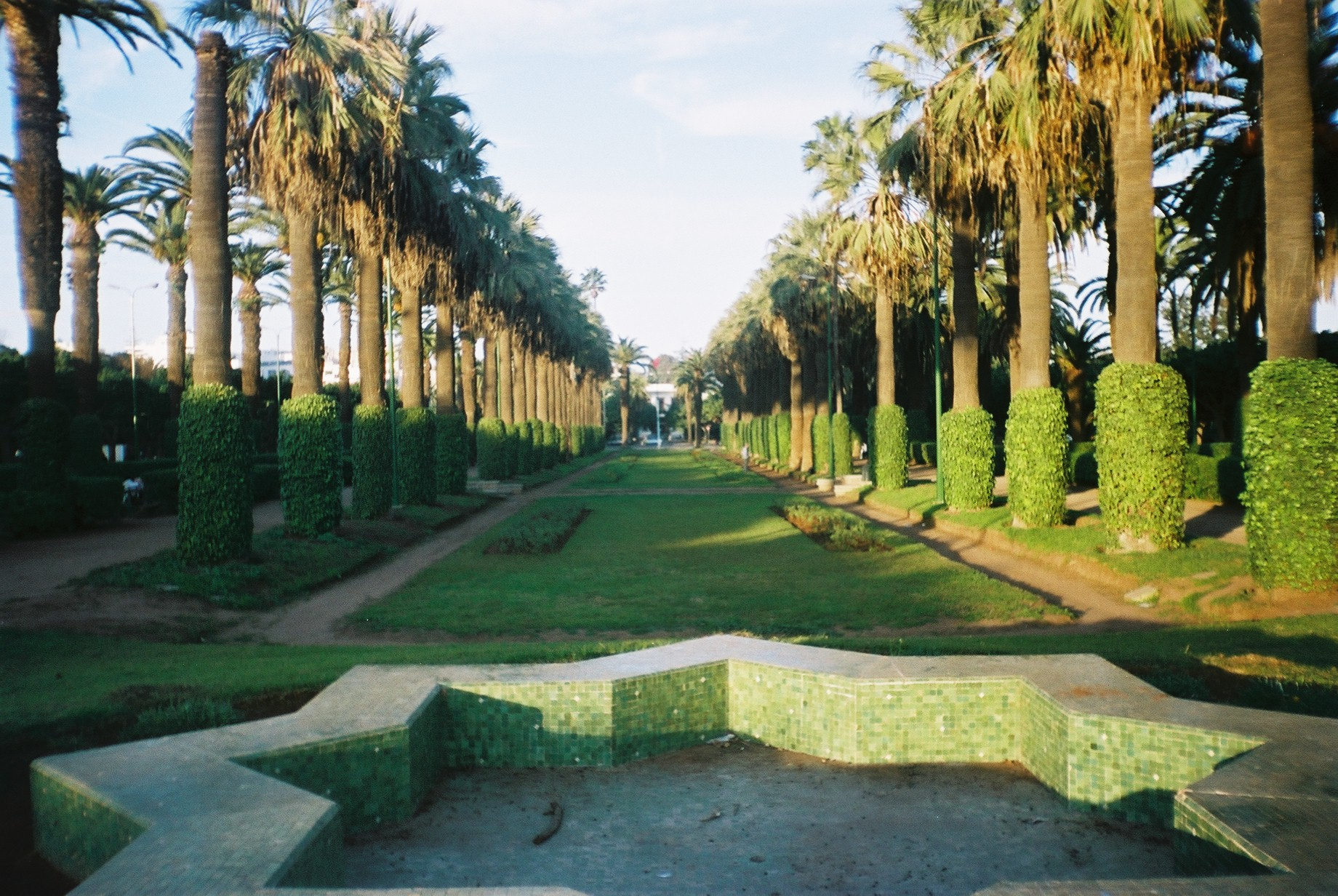
Parque da liga árabe.

Casablanca é a terceira maior cidade turística de Marrocos, sendo principalmente uma cidade de negócios por ser a capital económica do país. Mesmo sendo menos visitada que Marraquexe e Agadir, a cidade ambiciona prolongar a estadia dos visitantes que em média é de dois dias.

### Lugares a visitar
- Parque da Liga Árabe e Parque Yasmina;
- Museu da Villa des Arts;
- Bairro dos Habbous (الحبوس) ou Nova Medina com lojas de artesanato;
- Praça Mohammed V: em redor da praça desenvolve-se a wilaya de Casablanca com o campanário de inspiração toscana e o Palácio da Justiça de inspiração árabe-andaluza e uma grande fonte ;
- A grande Mesquita Hassan II, construída entre 1986 e 1993. Célebre pelo grande minarete de 200 m, e, depois das mesquitas de Meca e de Medina, a terceira maior do mundo;
- A antiga Catedral do Sagrado Coração de Casablanca;
- A antiga medina (Bab Marrakech);
- As numerosas fachadas « Art déco », em especial ao longo da avenida Mohammed V, boulevard 11 janvier, etc.;
- O mercado central;
- A estrada marginal e as praias (Aïn Diab);
- O marabout de Sidi Abderrahman;
- Derb Ghallef: uma grande feira da ladra, uma espécie de mercado que lembra as histórias de Ali Baba, ao ar livre;
- Twin Center Casablanca : duas torres gémeas de 28 pisos com 115 m de altura e com um centro comercial de 130 lojas em 3 pisos, em pleno Maarif, o bairro comercial de Casablanca;
- Megarama:, complexo de cinemas;
- Festival du Boulevard des jeunes musiciens: festival anual de música realizado em Casablanca;
- Festival de Casablanca: festival anual organizado pelo município;
- Museu Judaico de Casablanca: o único museu judaico no mundo árabe.

## Relações internacionais

### Cidades irmãs
- Argel, Argélia
- Ba'qubah, Iraque
- Bordéus, França (1988)
- Bruxelas, Bélgica
- Cabul, Afeganistão
- Cádis, Espanha
- Chicago, Estados Unidos (1982)[13]
- Dubai, Emirados Árabes Unidos
- Faro, Portugal
- Genebra, Suíça
- Izmir, Turquia (1999)
- Jacarta, Indonésia[14]
- Jeddah, Arábia Saudita
- Khaf, Irã
- Kuala Lumpur, Malásia[15]
- Montreal, Canadá
- Nova Déli, Índia
- Nova Iorque, Estados Unidos
- Orã, Argélia
- Ramadi, Iraque
- São Petersburgo, Rússia
- Sfax, Tunísia
- Tânger, Marrocos
- Tóquio, Japão
- Torbat Jam, Irã
- Xangai, China (1986)[16]
- Rio de Janeiro, Brasil (2010)[17]
- Manaus, Brasil

### Cidades parceiras
- Marselha, França
- Paris, França (2004)
- Roma, Itália
- Santa Cruz de Tenerife, Espanha